# Keanan Bennetts
Keanan Chidozie Bennetts (* 9. März 1999 in London) ist ein englischer Fußballspieler, der auch die deutsche und nigerianische Staatsbürgerschaft besitzt. Der Flügelspieler steht bei Notts County unter Vertrag.

## Vereinskarriere

### Beginn in England
Bennetts durchlief die Jugendakademie von Tottenham Hotspur und absolvierte dort am 15. Oktober 2015 beim 2:3-Auswärtssieg gegen Norwich City sein erstes Spiel im Seniorenbereich für die U23 des Vereins in der Premier League 2, wobei er auch erstmals traf. Nach zwei weiteren Einsätzen wurde er in der Saison 2015/16 nicht weiter bei der U23-Mannschaft berücksichtigt. 
In der Saison 2016/17 gab er am 27. September 2016 bei der 3:2-Auswärtsniederlage gegen ZSKA Moskau sein Debüt in der UEFA Youth League. Die Mannschaft schied jedoch als Gruppenletzter bereits nach der Gruppenphase aus. Mit der U18-Mannschaft erreichte er im FA Youth Cup das Halbfinale, scheiterte dort jedoch am FC Chelsea. In der U18-Premier-League kam er auf 21 Ligaeinsätze (drei Tore) und zudem auf vier Einsätze für die U23-Mannschaft. 
In der nächsten Saison setzte er sich in der Premier League 2 bei der U23-Mannschaft durch und kam auf 21 Einsätze (7 Tore). Die Mannschaft erreichte den neunten Platz in der Liga. In der UEFA Youth League wurde er in sieben Spielen eingesetzt und traf zweimal. Im Viertelfinale scheiterte Tottenham jedoch mit einer 2:0-Niederlage gegen den FC Porto. 

### Wechsel nach Mönchengladbach
Zur Saison 2018/19 wechselte er zu Borussia Mönchengladbach. Obwohl Teil des Profikaders, lief er vorerst nur für die zweite Mannschaft in der Regionalliga West auf und absolvierte in seinem ersten Jahr 22 Partien (ein Tor), nachdem er sich zu Beginn der Saison eine Verletzung zugezogen hatte. Mönchengladbach erreichte in der Regionalliga den vierten Platz. 
In der Saison 2019/20 stand er am ersten Spieltag der Bundesliga im Spieltagskader und auch in der ersten Runde des DFB-Pokals war er Teil des Kaders, kam jedoch nicht zum Einsatz. Sein Debüt in der Bundesliga feierte Bennetts am 16. Juni 2020, als er im Heimspiel gegen den VfL Wolfsburg kurz vor Schluss beim Spielstand von 3:0 eingewechselt wurde. Den größten Teil der Saison verpasste er jedoch verletzungsbedingt und kam so nur auf zwei Einsätze (ein Tor) in der Regionalliga. 

### Leihe nach England & Rückkehr
Nach zwei weiteren Regionalligaeinsätzen wurde er Anfang Oktober 2020 für den Rest der Saison an den englischen Drittligisten Ipswich Town ausgeliehen. Für Ipswich bestritt er 28 von 43 möglichen Ligaspielen, in denen er ein Tor schoss, sowie ein Pokal- und ein Ligapokalspiel. Einen Teil der Saison verpasste er erneut aufgrund einer Verletzung. Ipswich schloss die Saison auf dem neunten Platz ab.
In der Saison 2021/22 gehörte er wieder zum Kader von Borussia Mönchengladbach. Mit vier Bundesligaeinsätzen und sieben Einsätzen für die zweite Mannschaft konnte er sich allerdings nicht durchsetzen. Der Verein verlängerte den zum Saisonende auslaufenden Vertrag nicht. 

### Wechsel nach Darmstadt
Zu Beginn der Saison 2022/23 war er Trainingsgast beim Zweitligisten SV Darmstadt 98, zu einer Zusammenarbeit kam es zunächst jedoch nicht, weshalb Bennetts sich bei der U23 von Tottenham Hotspur im Training fit hielt. Da die Darmstädter im Laufe der Hinrunde insbesondere in der Offensive mit Verletzungssorgen zu kämpfen hatten, entschlossen sich die Hessen am 21. Oktober 2022, Bennetts doch unter Vertrag zu nehmen. Der linke Flügelstürmer erhielt einen Kontrakt bis Juni 2023. Am 10. November 2022 debütierte er beim 0:1-Auswärtssieg gegen den 1. FC Magdeburg, als er in der Nachspielzeit für Phillip Tietz eingewechselt wurde.

### Wechsel nach Wiesbaden
Im Sommer 2023 wechselte Bennetts zum Zweitliga-Aufsteiger SV Wehen Wiesbaden. Nach dem Abstieg in die 3. Liga im Mai 2024 verließ er den Verein wieder.

### Wechsel nach Klagenfurt
Nach einem halben Jahr ohne Verein wechselte Bennetts im Januar 2025 zum österreichischen Bundesligisten SK Austria Klagenfurt. Für Klagenfurt lief er elfmal in der Bundesliga auf, aus der er mit der Austria aber abstieg. Nach der Saison 2024/25 verließ er Klagenfurt daraufhin wieder.

### Notts County
Zur Saison 2025/26 kehrte Bennetts daraufhin nach England zurück und wechselte zu Viertligist Notts County.

## Nationalmannschaft
Bennetts startete seine Nationalmannschaftskarriere bei der deutschen U15-Nationalmannschaft, für die er 2014 zwei Spiele absolvierte. Er entschied sich dann aber für die englische Nationalmannschaft und spielte dort in den Folgejahren für die U16, U17 und U19.

## Persönliches
Bennetts ist Sohn einer deutschen Mutter und eines nigerianischen Vaters. Sein Bruder Jayden (* 2001) ist ebenfalls Fußballspieler.
Neben der englischen besitzt er auch die deutsche und die nigerianische Staatsbürgerschaft.